# Armenteros
Armenteros è un comune spagnolo di 313 abitanti situato nella comunità autonoma di Castiglia e León.